# Gadji Gadjiev
Gadji Mouslimovitch Gadjiev (en russe : Гаджи Муслимович Гаджиев) est un footballeur et entraîneur soviétique puis russe né le 28 octobre 1945 à Bouïnaksk dans le Daghestan. 
Effectuant une très brève carrière de joueur avant de se mettre à des études d'entraîneur dès ses vingt ans, Gadjiev officie dans un premier temps en tant que chercheur dans les sciences du sport au sein de la fédération soviétique au début des années 1980 avant d'intégrer l'encadrement des différentes équipes nationales de l'Union soviétique, de la CEI et de la Russie jusqu'à la fin des années 1990.
Faisant ses débuts en tant qu'entraîneur principal avec l'Anji Makhatchkala en 1999, il remporte dès sa première année la deuxième division russe avant d'amener l'équipe à une cinquième place dans le championnat de première division l'année suivante puis en finale de la coupe de Russie en 2001. Après un bref passage au Japon puis un retour à l'Anji pour la saison 2003, il entraîne le Krylia Sovetov Samara entre 2003 et 2006, menant notamment le club à une troisième place en championnat ainsi qu'à une finale de coupe en 2004. Il effectue par la suite un passage d'un peu plus d'un an au Saturn Ramenskoïe de mai 2007 à août 2008 puis retourne une nouvelle fois à l'Anji en avril 2010 pour une période similaire avant d'être renvoyé en septembre 2011. Après avoir entraîné brièvement le Volga Nijni Novgorod et le Krylia Sovetov durant la saison 2012-2013, il effectue un quatrième et dernier passage à l'Anji dans le cadre de la saison 2013-2014. Son dernier poste en date est un passage d'un peu plus de trois ans à l'Amkar Perm entre janvier 2015 et mars 2018. Il préside depuis juin 2019 le FK Makhatchkala, qui devient le Dinamo Makhatchkala deux ans plus tard.

## Biographie

### Jeunesse et formation d'entraîneur
Né à Bouïnaksk, Gadjiev passe sa jeunesse dans la ville de Khassaviourt où il se met très tôt au football, évoluant avec l'équipe locale du Spartak au poste de milieu de terrain. Il s'intéresse cependant très tôt au métier d'entraîneur, entraînant les équipes de jeunes de l'école dès ses 16 ans,. Refusé dans l'armée du fait de sa myopie, il part à Leningrad en 1964 pour entrer dans l'université d'éducation physique Lesgaft, où il est également refusé pour les mêmes raisons. Il passe par la suite six mois dans la ville où il intègre brièvement les rangs des clubs locaux du Spartak puis du Skorokhod en 1965 avant d'arrêter définitivement sa carrière de joueur à l'âge de 20 ans à cause de ses problèmes de vue,,.
Gadjiev revient peu de temps après à Khassaviourt où il intègre l'école de sport locale en tant qu'entraîneur dans les équipes de football pour jeunes. Il est repéré en 1972 par le Dinamo Makhatchkala, club de troisième division dont il intègre l'encadrement technique en tant qu'entraîneur adjoint, c'est là qu'il connaît brièvement sa première expérience d'entraîneur principal en prenant temporairement en main l'équipe première dans le cadre d'un intérim la même année. Ne possédant pas les diplômes lui permettant d'exercer le métier d'entraîneur principal à plein temps, il quitte le Dinamo en 1975 pour aller poursuivre ses études à l'École supérieure des entraîneurs de Moscou. Il y obtient un diplôme en 1977 et tente de retourner dans son ancien club mais s'y voit refuser le poste d'entraîneur principal. Il décide alors de devenir chercheur dans les sciences du sport au sein de la fédération soviétique, où il rédige une thèse sur l'analyse du jeu,.
Dans le cadre de ses activités de chercheur, Gadjiev devient au début des années 1980 le directeur du complexe scientifique du CSKA Moscou et effectue plusieurs missions d'analyste au sein des équipes nationales soviétiques, ainsi qu'un bref passage au Neftchi Bakou en 1985. Il devient entraîneur adjoint d'Anatoli Bychovets au sein de la sélection olympique en 1986, avec qui il remporte les Jeux olympiques de Séoul en 1988. Par la suite, il enchaîne tout au long des années 1990 les rôles dans l'encadrement des équipes nationales de l'Union soviétique, puis de la CEI et de la Russie.

### Carrière d'entraîneur

#### Débuts avec l'Anji Makhatchkala (1999-2003)
Sans emploi après les mauvaises performances de la Russie lors des éliminatoires de l'Euro 2000 et le renvoi subséquent de Bychovets et de son encadrement technique en 1998, Gadjiev est nommé entraîneur de l'Anji Makhatchkala, équipe de milieu de tableau de deuxième division, en début d'année 1999, pour ce qui est son premier réel poste d'entraîneur principal. Sous sa direction, l'équipe daghestanaise crée la surprise et remporte le championnat de deuxième division, étant promue en première division dès sa première saison. Le club poursuit sur sa lancée lors de la saison 2000 qui voit l'Anji se hisser dans les cinq premiers du classement tout au long de la saison, terminant quatrième du championnat et se qualifiant pour la Coupe UEFA 2001-2002. L'année 2001 est cependant plus difficile en championnat, le club connaissant un mauvais début de saison et se battant cette fois-ci pour se maintenir en première division ; dans le même temps celui-ci effectue un bon parcours en Coupe de Russie dont il atteint la finale avant d'être vaincu par le Lokomotiv Moscou à l'issue des tirs au but. C'est dans ce contexte que l'entraîneur, également en conflit avec la direction du club, quitte son poste durant l'été 2001.
Après son départ de Makhatchkala, Gadjiev quitte la Russie en début d'année 2002 pour entraîner l'équipe japonaise de première division du Sanfrecce Hiroshima, qui l'engage sur la recommandation de son homologue et prédécesseur Valeri Nepomniachi. Il quitte cependant son poste dès le mois de juillet après un mauvais début de saison voyant le club pointer à la treizième place après huit matchs. Il fait peu de temps après dans son retour à Makhatchkala en tant que conseiller technique avant de reprendre le poste d'entraîneur en janvier 2003 avec l'objectif de faire remonter le club tombé en deuxième division l'année précédente. Malgré une demi-finale de Coupe de Russie, l'équipe a des difficultés en championnat tandis que l'entraîneur connaît des soucis de santé l'empêchant d'exercer ses fonctions pendant plusieurs mois au cours de l'été 2003. L'Anji termine finalement sixième du championnat à seize points de la promotion et il quitte son poste à l'issue de la saison, s'engageant peu de temps après avec le Krylia Sovetov Samara au début du mois de novembre, où il remplace Aleksandr Tarkhanov dans le cadre d'un contrat de deux ans.

#### Passages au Krylia Sovetov et au Saturn Ramenskoïe (2003-2008)
S'appuyant notamment sur un fort milieu de terrain composé des internationaux russes Andreï Kariaka et Andreï Tikhonov ainsi que du Serbe Ognjen Koroman et du Brésilien Souza, Gadjiev parvient à amener l'équipe, qui a terminé neuvième de première division la saison précédente, à une troisième place en championnat ainsi qu'à une finale de Coupe de Russie perdue face au Terek Grozny. Le club connaît cependant des problèmes financiers à l'aube de la saison 2005 et est obligé de vendre une grande partie de son équipe tandis que le président Tkatchenko revend le club à l'administration de l'oblast de Samara. Les performances du Krylia en championnat s'en ressentent, celui-ci luttant cette fois-ci pour se maintenir tout au long de la saison, terminant finalement quatorzième et premier non-relégable avec six points d'avance. Le club connaît dans le même temps un bref passage en Coupe UEFA, où il parvient à battre le club biélorusse du BATE Borisov en qualifications avant d'être éliminé par les Néerlandais de l'AZ Alkmaar lors du premier tour au terme d'une confrontation prolifique s'achevant sur un score cumulé de six partout, Alkmaar ne se qualifiant qu'aux buts à l'extérieur. Après une dernière saison voyant l'équipe se maintenir aisément et terminer dixième au classement, il est renvoyé à l'issue de la saison 2006 en raison de ses résultats insuffisants.
Gadjiev est nommé à la tête du Saturn Ramenskoïe en remplacement de Vladimír Weiss à la fin du mois de mai 2007, alors que l'équipe se classe treizième du championnat après dix matchs. Sous ses ordres, le club effectue une remontée marquée au classement lui permettant de se battre pour le podium durant la fin de saison. L'équipe termine finalement cinquième du championnat tandis que l'entraîneur se voit décerner le prix d'entraîneur de l'année 2007. La pré-saison 2008 est marquée par des dissensions entre l'entraîneur et la direction du club,, tandis que le club effectue un mauvais début de saison le voyant végéter en bas de classement. Il prend part dans le même temps à la Coupe Intertoto où il parvient à défaire l'équipe luxembourgeoise de l'Etzella Ettelbruck avant de tomber face aux Allemands du VfB Stuttgart lors du troisième tour. Gadjiev est finalement renvoyé au début du mois d'août après l'élimination du Saturn en Coupe de Russie tandis que celui-ci se classe douzième en championnat,.

#### Piges diverses (2010-2014)
Après un an et demi sans poste, Gadjiev effectue son troisième passage à l'Anji Makhatchkala où il est nommé entraîneur en avril 2010 en remplacement d'Omari Tetradze. Il a pour unique objectif de maintenir le club en première division, ce qui est chose faite avec une onzième place à l'issue de la saison. Le rachat de l'Anji par Suleyman Kerimov en janvier 2011 voit l'arrivée de plusieurs joueurs de renom incluant notamment le Brésilien Roberto Carlos et le Camerounais Samuel Eto'o durant la pré-saison 2011-2012. Les résultats ne suivent cependant pas et Gadjiev est finalement renvoyé à la fin du mois de septembre 2011 alors que l'équipe se place en septième position après vingt-cinq journées, à six points du podium.
Il prend par la suite les commandes du Volga Nijni Novgorod en juin 2012 pour la saison 2012-2013. Alors que l'équipe se classe treizième du championnat à la trêve hivernale, Gadjiev est contacté par le Krylia Sovetov Samara et démissionne de son poste au mois de décembre 2012, cela n'est cependant pas accepté par les dirigeants du Volga qui bloquent sa signature au Krylia. La situation est finalement réglée par la fédération russe qui donne raison à l'entraîneur qui s'engage finalement avec le club de Samara à la fin du mois de janvier 2013 dans le cadre d'un contrat de deux ans et demi. Terminant quatorzième à l'issue de la saison, il parvient à maintenir l'équipe à l'issue du barrage face au Spartak Naltchik.
Rappelé par Kerimov durant le mois d'août 2013 pour retrouver le banc de l'Anji, Gadjiev se retire du Krylia Sovetov au tout début de la saison 2013-2014 pour rallier Makhatchkala dans ce qui est alors son quatrième passage au club. Il arrive cependant dans un contexte de baisse drastique des investissements par l'oligarque qui revend la plupart des joueurs du club, le forçant à reconstituer une équipe en cours de championnat. La saison est catastrophique, l'Anji n'enregistrant aucune victoire lors de la phase aller et terminant dernière du championnat à la fin de la saison. Gadjiev démissionne de son poste peu de temps après.

#### Amkar Perm (2015-2018)

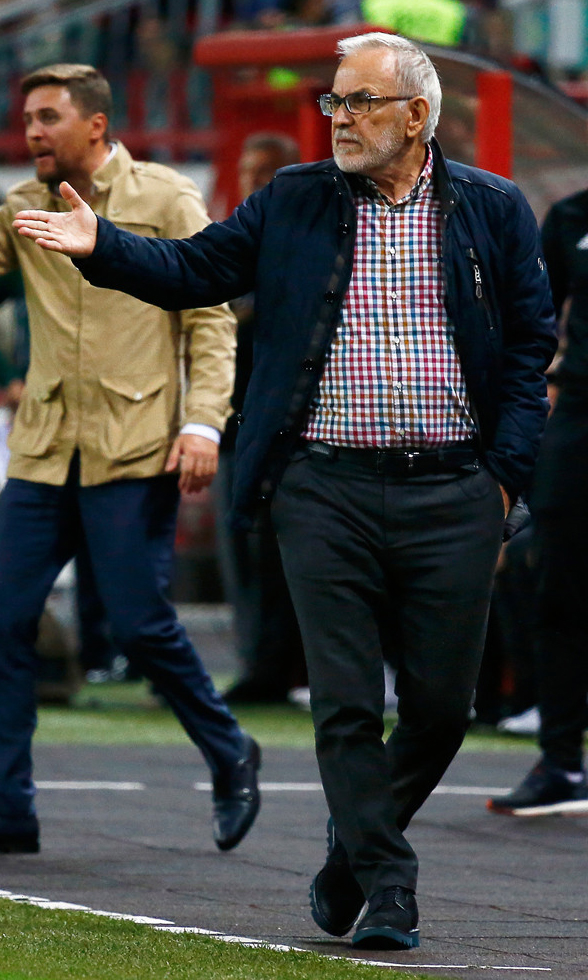
Gadjiev en 2017.

Gadjiev est nommé à la tête de l'Amkar Perm à la fin du mois de décembre 2014. Il y remplace Slavoljub Muslin, renvoyé alors que le club se place en quatorzième position au classement à la trêve hivernale. Engagé jusqu'à la fin de la saison 2014-2015, son début de mandat voit l'équipe ne remporter aucun de ses cinq premiers matchs et descendre en dernière position. Elle effectue par la suite une remontée notable au classement en fin de saison grâce à une série de quatre victoires l'amenant jusqu'à la onzième place avec deux points d'avance sur les barrages de relégation. Travaillant avec un budget très limité obligeant le club à revendre la plupart de ses meilleurs joueurs pour les remplacer par des joueurs libres ou en prêt,, les deux saisons suivantes voient l'Amkar continuer de lutter pour se maintenir, terminant à nouveau onzième en 2016 avant d'atteindre la dixième place à l'issue de la saison 2016-2017.
Malgré une prolongation de contrat à l'été 2017, la fin de la première moitié de la saison 2017-2018 voit plusieurs évocations d'une éventuelle démission de Gadjiev, notamment du fait de son grand âge de 72 ans en faisant un des plus vieux entraîneurs en exercice derrière Jupp Heynckes du Bayern Munich. Il se tient ainsi progressivement à l'écart des entraînements à partir du mois de janvier 2018 au profit de ses adjoints Vadim Ievseïev et Andreï Kariaka et annonce officiellement sa démission au début du mois de mars 2018, Ievseïev prenant sa place en tant qu'entraîneur principal.
Il est nommé président du FK Makhatchkala à la fin du mois de juin 2019, un club nouvellement formé par le gouvernement du Daguestan en raison des difficultés financières de l'Anji Makhatchkala qui intègre directement la troisième division. Celui-ci est renommé Dinamo Makhatchkala en juin 2021.

## Statistiques
| Anji Makhatchkala     | 21 janvier 1999  | 15 juillet 2001   | 97  | 52  | 23  | 22  | 53,6 |
| Sanfrecce Hiroshima   | 10 décembre 2001 | 17 juillet 2002   | 13  | 3   | 3   | 7   | 23,1 |
| Anji Makhatchkala     | 14 janvier 2003  | 1er novembre 2003 | 41  | 18  | 13  | 10  | 43,4 |
| Krylia Sovetov Samara | 7 novembre 2003  | 4 décembre 2006   | 113 | 46  | 27  | 40  | 40,7 |
| Saturn Ramenskoïe     | 31 mai 2007      | 8 août 2008       | 44  | 18  | 12  | 14  | 40,9 |
| Anji Makhatchkala     | 18 avril 2010    | 29 septembre 2011 | 54  | 20  | 13  | 21  | 37,0 |
| Volga Nijni Novgorod  | 7 juin 2012      | 26 décembre 2012  | 21  | 4   | 5   | 12  | 19,0 |
| Krylia Sovetov Samara | 27 janvier 2013  | 7 août 2013       | 17  | 5   | 5   | 7   | 29,4 |
| Anji Makhatchkala     | 9 août 2013      | 21 mai 2014       | 37  | 6   | 13  | 18  | 16,2 |
| Amkar Perm            | 30 décembre 2014 | 1er mars 2018     | 103 | 31  | 32  | 40  | 34,9 |
| Total                 | Total            | Total             | 540 | 203 | 146 | 191 | 37,6 |

## Palmarès
Gadjiev remporte la deuxième division avec l'Anji Makhatchkala lors de la saison 1999. Il atteint également la finale de la Coupe de Russie avec la même équipe en 2001. Il réitère cette dernière performance en 2004 avec le Krylia Sovetov Samara, avec qui il termine également troisième du championnat russe la même année, ce qui constitue la meilleure performance de l'histoire du club.
Il est reconnu meilleur entraîneur de Russie en 2000, année qui le voit emmener l'Anji tout juste promu à la quatrième place, qualifiant l'équipe pour la Coupe UEFA, puis en 2007 pour avoir atteint la cinquième place avec le Saturn Ramenskoïe, synonyme de qualification en Coupe Intertoto.